# Les Baroches
Pour les articles homonymes, voir Baroche.
Les Baroches sont une commune française située dans le département de Meurthe-et-Moselle en région Grand Est.

## Géographie
| Lubey                  | Lantéfontaine | Val-de-Briey |
| Ozerailles             | des Baroches  | Moutiers     |
| Abbéville-lès-Conflans | Valleroy      |              |

### Hydrographie

#### Réseau hydrographique
La commune est dans le bassin versant du Rhin au sein du bassin Rhin-Meuse. Elle est drainée par le ruisseau de Cuvillon, le ruisseau de la Tanche, le ruisseau du Bois de Woivre et le ruisseau le Rawe,.

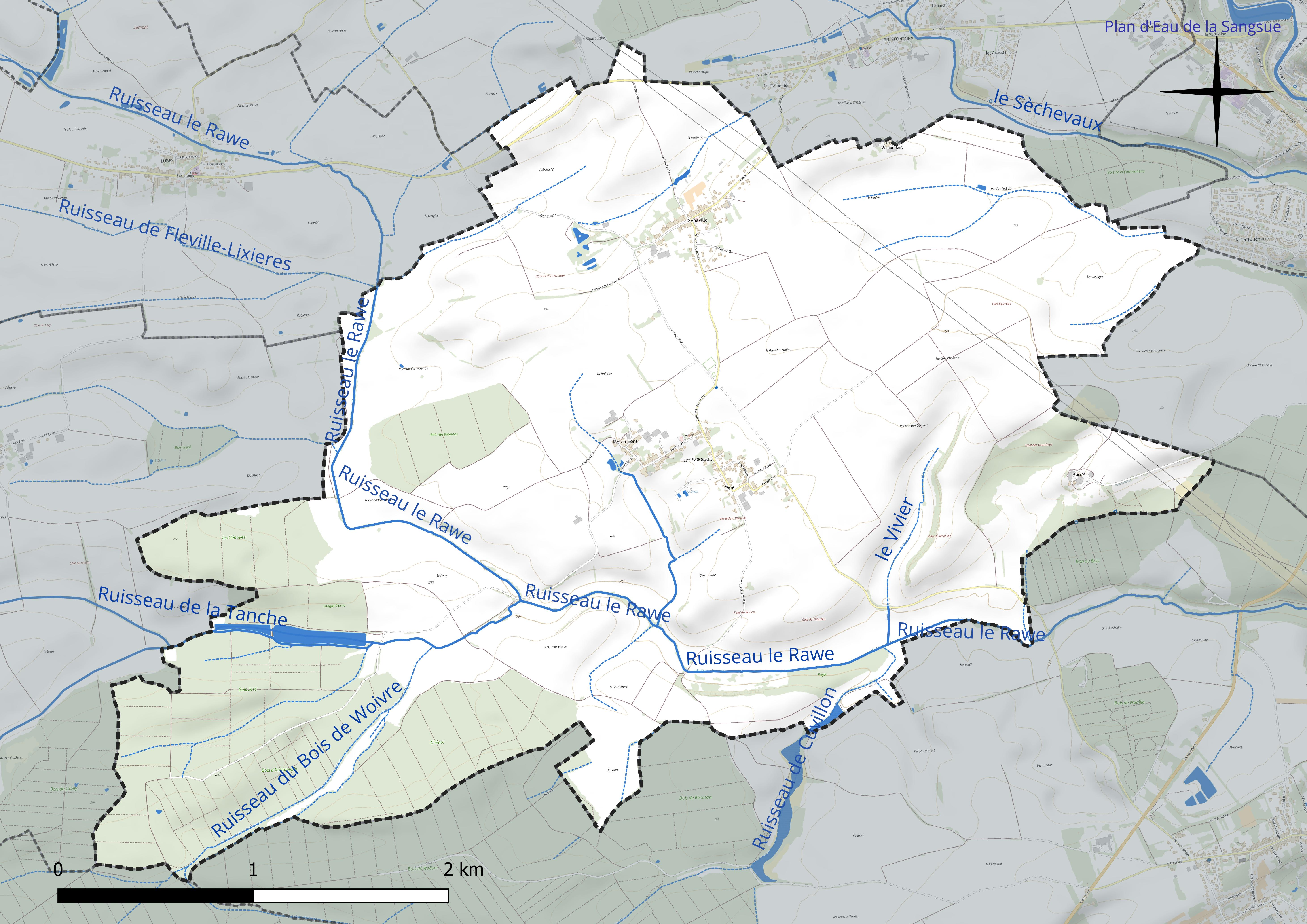
Réseau hydrographique des Baroches.

#### Gestion et qualité des eaux
Le territoire communal est couvert par le schéma d'aménagement et de gestion des eaux (SAGE) « Bassin ferrifère ». Ce document de planification concerne le périmètre des anciennes galeries des mines de fer, des aquifères et des bassins versants hydrographiques associés qui s’étend sur 2 418 km2. Les bassins versants concernés sont celui de la Chiers en amont de la confluence avec l'Othain, et ses affluents (la Crusnes, la Pienne, l'Othain), celui de l'Orne et ses affluents et celui de la Fensch, le Veymerange, la Kiesel et les parties françaises du bassin versant de l'Alzette et de ses affluents (Kaylbach, ruisseau de Volmerange). Il a été approuvé le 27 mars 2015. La structure porteuse de l'élaboration et de la mise en œuvre est la région Grand Est.
La qualité des cours d’eau peut être consultée sur un site dédié géré par les agences de l’eau et l’Agence française pour la biodiversité.

### Climat
Pour des articles plus généraux, voir Climat du Grand Est et Climat de Meurthe-et-Moselle.
En 2010, le climat de la commune est de type climat des marges montargnardes, selon une étude du Centre national de la recherche scientifique s'appuyant sur une série de données couvrant la période 1971-2000. En 2020, Météo-France publie une typologie des climats de la France métropolitaine dans laquelle la commune est exposée à un climat semi-continental et est dans la région climatique  Lorraine, plateau de Langres, Morvan, caractérisée par un hiver rude (1,5 °C), des vents modérés et des brouillards fréquents en automne et hiver.
Pour la période 1971-2000, la température annuelle moyenne est de 9,6 °C, avec une amplitude thermique annuelle de 16,5 °C. Le cumul annuel moyen de précipitations est de 838 mm, avec 12,9 jours de précipitations en janvier et 9,3 jours en juillet. Pour la période 1991-2020, la température moyenne annuelle observée sur la station météorologique de Météo-France la plus proche, « Doncourt-lès-Conflans », sur la commune de Doncourt-lès-Conflans à 10 km à vol d'oiseau, est de 10,7 °C et le cumul annuel moyen de précipitations est de 710,3 mm. 
La température maximale relevée sur cette station est de 40,9 °C, atteinte le 25 juillet 2019 ; la température minimale est de −16,5 °C, atteinte le 26 décembre 2010,,.
Les paramètres climatiques de la commune ont été estimés pour le milieu du siècle (2041-2070) selon différents scénarios d'émission de gaz à effet de serre à partir des nouvelles projections climatiques de référence DRIAS-2020. Ils sont consultables sur un site dédié publié par Météo-France en novembre 2022.

## Urbanisme

### Typologie
Au 1er janvier 2024, Les Baroches est catégorisée commune rurale à habitat dispersé, selon la nouvelle grille communale de densité à sept niveaux définie par l'Insee en 2022.
Elle est située hors unité urbaine. Par ailleurs la commune fait partie de l'aire d'attraction de Val de Briey, dont elle est une commune de la couronne,. Cette aire, qui regroupe 14 communes, est catégorisée dans les aires de moins de 50 000 habitants,.

### Occupation des sols
L'occupation des sols de la commune, telle qu'elle ressort de la base de données européenne d’occupation biophysique des sols Corine Land Cover (CLC), est marquée par l'importance des territoires agricoles (75,1 % en 2018), une proportion identique à celle de 1990 (75,1 %). La répartition détaillée en 2018 est la suivante : terres arables (68,7 %), forêts (20,9 %), prairies (6,5 %), zones urbanisées (4 %). L'évolution de l’occupation des sols de la commune et de ses infrastructures peut être observée sur les différentes représentations cartographiques du territoire : la carte de Cassini (XVIIIe siècle), la carte d'état-major (1820-1866) et les cartes ou photos aériennes de l'IGN pour la période actuelle (1950 à aujourd'hui).

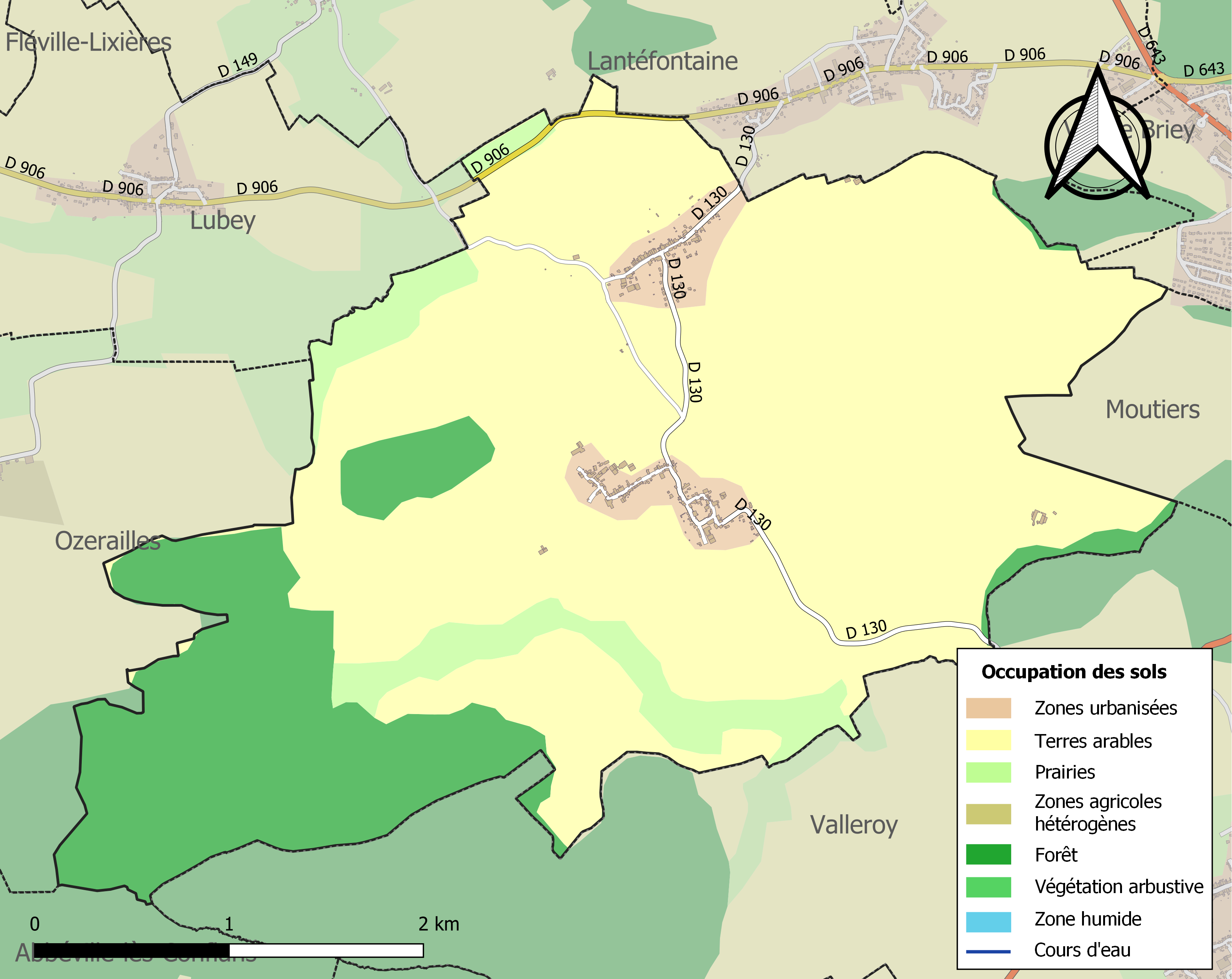
Carte des infrastructures et de l'occupation des sols de la commune en 2018 (CLC).

## Toponymie
Les Baroches sont la réunion du village de Génaville et des hameaux de Pénil et Méraumont.
Les Baroches est une ancienne paroisse attesté sous les formes La Barouches (1241) ; La Paroche (1399) ; Baroches (1689).

« Les Baroches » semble représenter l'altération du latin parochia « paroisse » au pluriel, qui désigne une circonscription administrative dépendant d'une église, ce nom, regroupait jadis les villages ou hameaux de Génaville, Hangy, Immonville, Lantéfontaine, Lubey, Menaumont, Meraumont, Ozerailles et Pénil . Même étymologie pour La Bazoche, Bazoches, etc.) que l'on retrouve dans La Baroche-sous-Lucé (Orne, Bazocha 1150) et La Baroche-Gondouin (Mayenne, Basilgia Gunduini 1111).

## Histoire
Ancienne paroisse, qui regroupait jadis les villages ou hameaux de Génaville, Hangy, Immonville, Lantéfontaine, Lubey, Menaumont, Meraumont, Ozerailles et Pénil.
Pénil, commune indépendante jusqu'en 1809, est aujourd'hui rattachée à la commune de Génaville. En 1817, Pénil, village de l'ancienne province du Barrois, avait pour annexe le hameau de Méraumont, rattaché avant 1806 à Pénil. En 1817, Génaville, village de l'ancienne province du Barrois, avait pour annexe le hameau de Pénil, les fermes de Ménaumont et de Mussot. Les Baroches sont la réunion du village de Génaville et des hameaux de Pénil et Méraumont.

## Politique et administration
| Période                                  | Période   | Identité           | Étiquette | Qualité             |
| ---------------------------------------- | --------- | ------------------ | --------- | ------------------- |
| Les données manquantes sont à compléter. |           |                    |           |                     |
| mars 2001                                | mars 2014 | Colette Blasinski  |           |                     |
| mars 2014                                | août 2016 | Daniel Barbacci    |           |                     |
| septembre 2016                           | En cours  | Christine Bauchez, |           | Profession libérale |

## Population et société

### Démographie
L'évolution du nombre d'habitants est connue à travers les recensements de la population effectués dans la commune depuis 1793. Pour les communes de moins de 10 000 habitants, une enquête de recensement portant sur toute la population est réalisée tous les cinq ans, les populations de référence des années intermédiaires étant quant à elles estimées par interpolation ou extrapolation. Pour la commune, le premier recensement exhaustif entrant dans le cadre du nouveau dispositif a été réalisé en 2006.

En 2022, la commune comptait 329 habitants, en évolution de −7,06 % par rapport à 2016 (Meurthe-et-Moselle : −0,13 %, France hors Mayotte : +2,11 %).
| 1793 | 1800 | 1806 | 1821 | 1836 | 1841 | 1861 | 1866 | 1872 |
| ---- | ---- | ---- | ---- | ---- | ---- | ---- | ---- | ---- |
| 165  | 102  | 129  | 401  | 466  | 423  | 407  | 406  | 385  |

| 1876 | 1881 | 1886 | 1891 | 1896 | 1901 | 1906 | 1911 | 1921 |
| ---- | ---- | ---- | ---- | ---- | ---- | ---- | ---- | ---- |
| 379  | 375  | 352  | 344  | 319  | 300  | 324  | 295  | 274  |

| 1926 | 1931 | 1936 | 1946 | 1954 | 1962 | 1968 | 1975 | 1982 |
| ---- | ---- | ---- | ---- | ---- | ---- | ---- | ---- | ---- |
| 277  | 285  | 259  | 248  | 270  | 283  | 285  | 257  | 295  |

| 1990 | 1999 | 2006 | 2011 | 2016 | 2021 | 2022 | - | - |
| ---- | ---- | ---- | ---- | ---- | ---- | ---- | - | - |
| 312  | 348  | 360  | 375  | 354  | 336  | 329  | - | - |

## Économie
D'un point de vue économique, la commune des Baroches est une commune où sont implantés des agriculteurs.

## Culture locale et patrimoine

### Lieux et monuments

#### Édifices civils

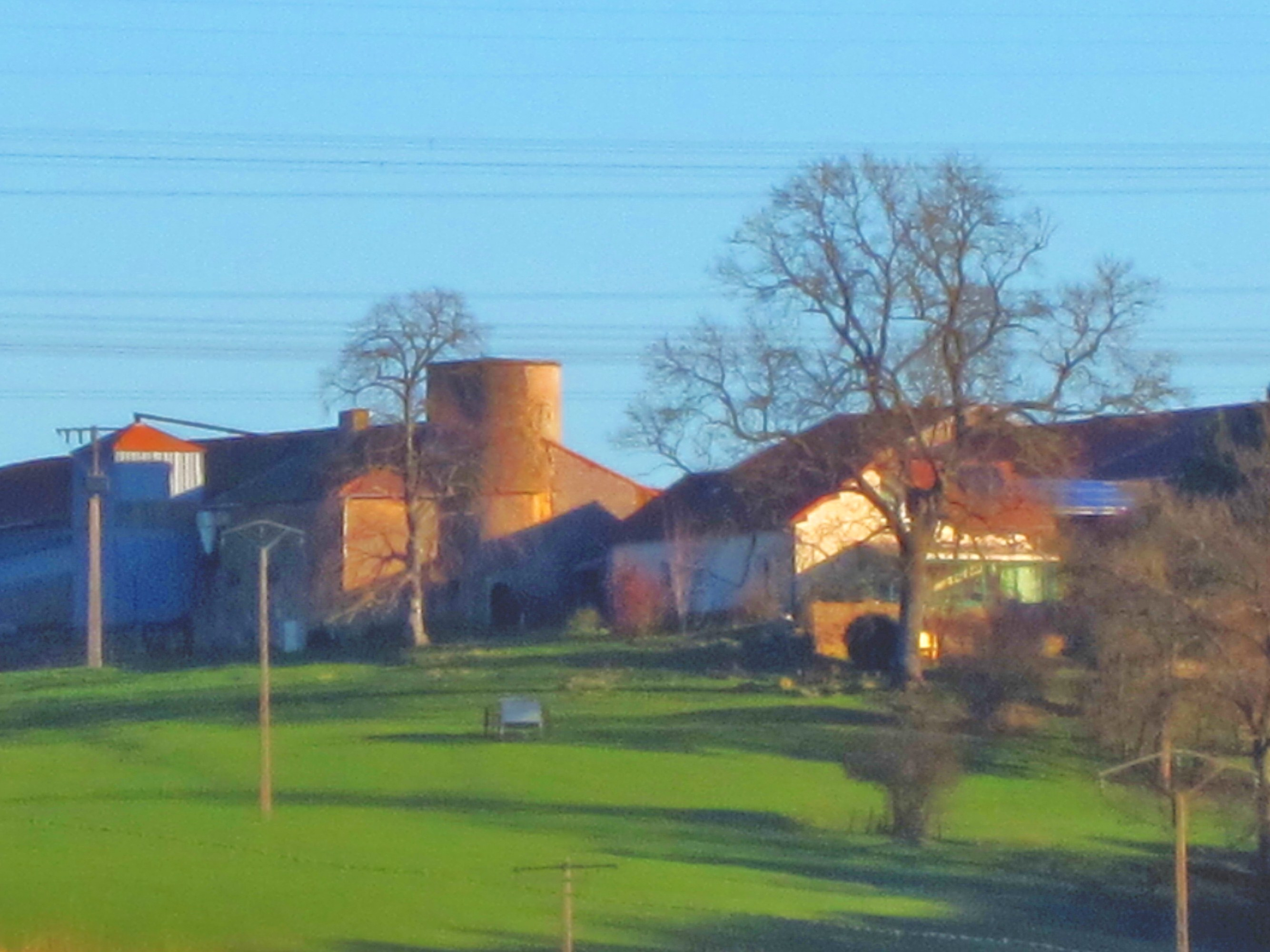
Château Mussot.

- ancien château de Mussot, actuellement ferme, construit en 1719 ;
- deux fontaines et un lavoir construit en 1857 aux Baroches, une fontaine XIXe siècle à Génaville.
- château d'eau représentant le soleil aux quatre points cardinaux.

#### Édifices religieux

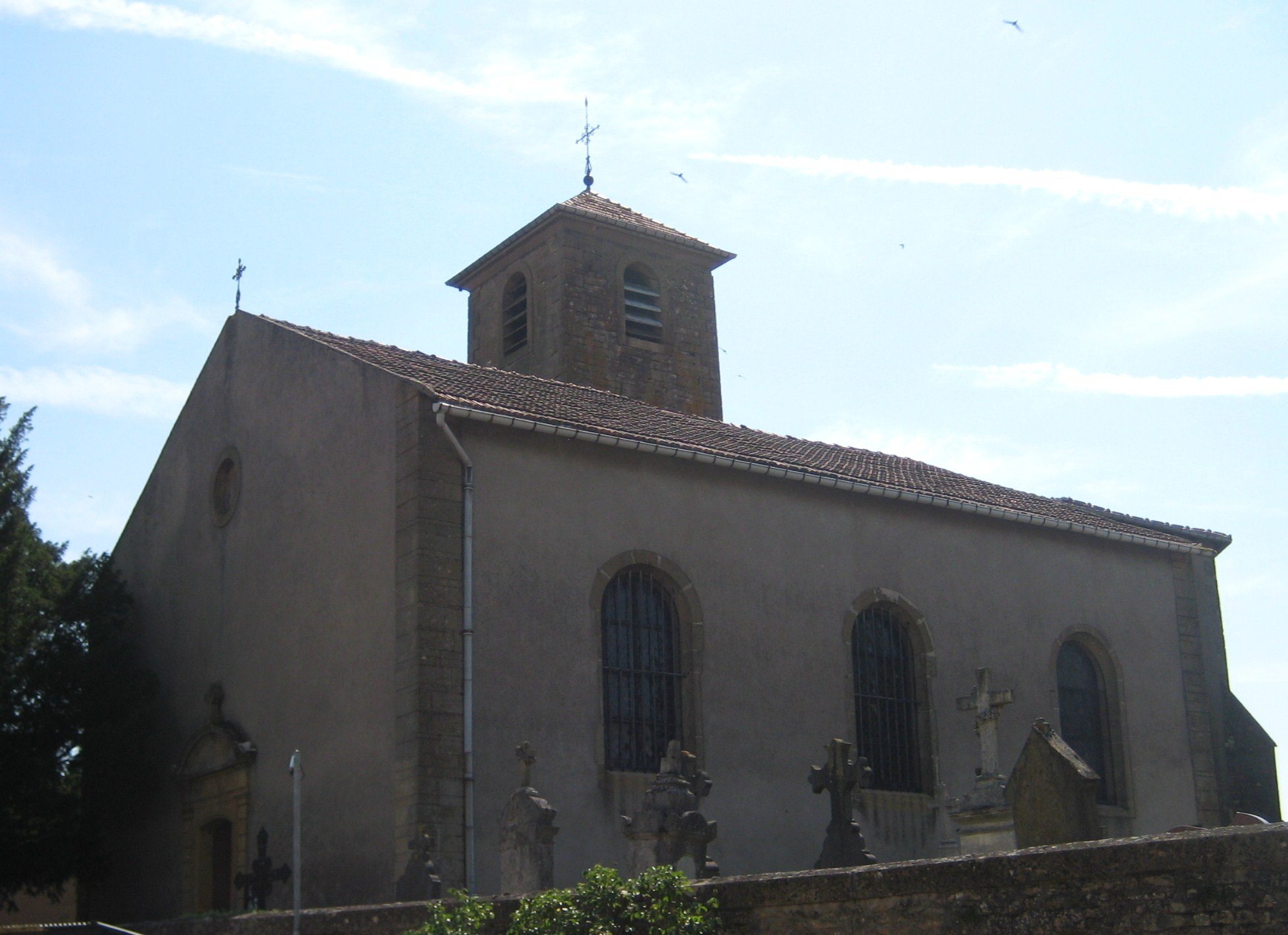
Église paroissiale de la Très-Sainte-Trinité-de-Génaville.

- église paroissiale Saint-Jacques-le-Majeur des Baroches du XIXe siècle, reconstruite vers 1870, a remplacé la chapelle de l'ancien écart de Méraumont détruite en 1874 ;
- église paroissiale de la Très-Sainte-Trinité-de-Génaville, époque de construction XVe siècle ; second quart du XVIIIe siècle, la tour-clocher reconstruite en 1749, date portée sur le pignon ;
- calvaire à Génaville datant de 1702 ;
- deux croix de chemin du XVIIIe siècle à Génaville.

### Héraldique
| Blason de Les Baroches | Blason  | D’argent à la bande de gueules chargée de trois fontaines héraldique d’or remplies d’azur, traversées de deux sources d’argent; accompagnée en chef d’un triangle vidé et en pointe d’une épée posée en bande le tout d’azur. |
| Blason de Les Baroches | Détails | Création Dominique Larcher. Adopté le 23 janvier 2013. |